# Charles Paul Dangeau de Labelye
Charles Paul Dangeau de Labelye ou de La Beyle, plus connu sous le nom de Charles Labelye, né à Vevey le 12 août 1705, et mort à Paris le 17 décembre 1761 , est un ingénieur suisse d'origine française.

## Biographie
Sa famille est huguenote, d'origine française réfugiée en Suisse. Il est le fils de François Dangeau, seigneur de Beyle, et d'Élisabeth Grammont. Il a été élève de l'académie de Genève en lettre et philosophie en 1722 et 1723.
Il a quitté la Suisse pour l'Angleterre vers 1725 et s'y est établi comme ingénieur. Il voyage à Madrid en 1727 et 1728, puis revient à Londres. Il y est soutenu par le duc de Bedford et comte de Pembroke.

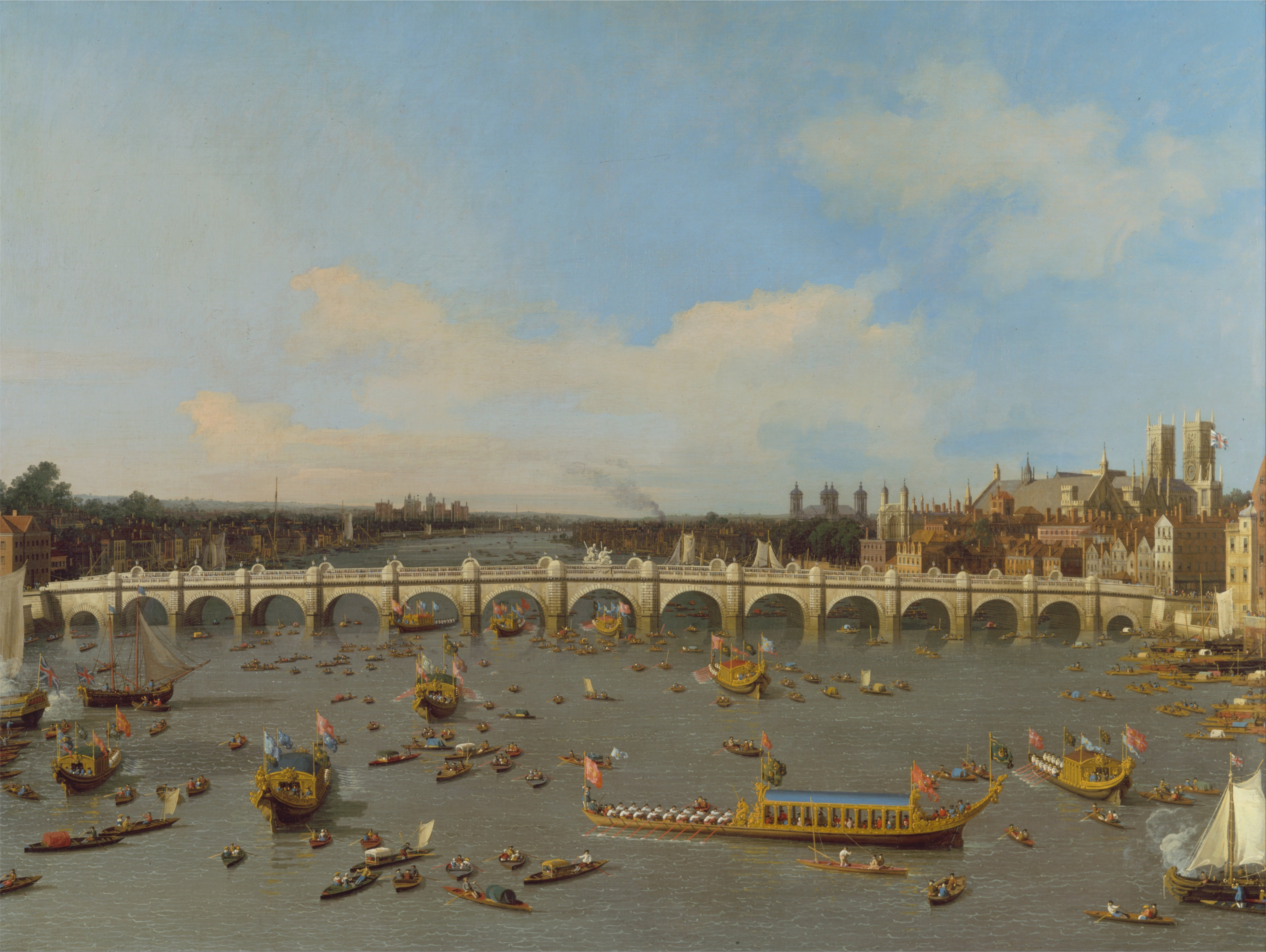
Le premier pont de Westminster
Canaletto

Il est surtout connu pour la réalisation du premier pont de Westminster en 1739 et 1750 (reconstruit en 1854 à 1862) pour lequel il a inventé une technique de caissons pour construire les fondations des ponts. Après son achèvement, cette réalisation a été saluée, mais pendant la période de construction, Charles Labelye a reçu de fortes critiques faites par des observateurs mal informés. Ces critiques ont aggravé son état de santé.
Il a aussi étudié d'autres projets en Grande-Bretagne :
- le pont de Brentford, le seul autre pont qu'il a réalisé en brique et pierre, en 1740-1742,
- pour le pont de Londres, il a répondu à des consultations en 1746 mais qui n'ont pas été prises en compte par la Corporation de la Cité de Londres[1],
- un port à Sandwich (gravé par Harris vers 1740),
- il a rédigé des rapports sur les installations portuaires à Great Yarmouth (1747) et Sunderland (en 1748, où il propose également des améliorations pour la Wear).

En 1746, une loi du Parlement (19 Geo. II, chap. 26) le naturalise citoyen britannique. Mais en avril 1752, il quitte l'Angleterre pour le sud de la France. Il est présent à Naples en 1753. Par la suite il a vécu à Paris où il se lie d'amitié avec Jean-Rodolphe Perronet, lui léguant ses papiers et un modèle de pont de Westminster.

## Publications
- The Present State of Westminster Bridge: Containing a Description of the said bridge as it has been ordered into Execution by the Right of Honourable, etc.  the Commissioners appointed by Parliament, and is now carrying on with a true account of the time already employed in the building, and of the works  which are now done, J. Millan, London, 1743 (lire en ligne)
- An Abstract of Mr Charles Labelye's Report: Relating to the Improvement of the River Wear, and Port of Sunderland, 1748
- A Description of Westminster Bridge: To which are Added, an Account of the Methods made use of in laying the Foundations of its Piers and the Answer to the chief Objections that have been made thereto with an Appendix containing  Several Particulars relating to the said bridge, or to the History of the Building thereof and also Its Geometrical Plans, and the Elevation of one of the Fronts, at it is finished, W. Straham, London, 1751 (lire en ligne)